# 群馬県立心臓血管センター
群馬県立心臓血管センター（ぐんまけんりつしんぞうけっかんセンター）は、群馬県前橋市にある医療機関。群馬県病院事業の設置等に関する条例（昭和41年12月20日条例第61号）により設置された県内4カ所の県立病院の一つである。

## 沿革
- 1940年（昭和15年）6月 - 現在の亀泉町に教員保養所として開設[1]
- 1956年（昭和32年）1月1日 - 4つの保養所を統合し群馬県立前橋診療所に改称[1]
- 1962年（昭和37年）4月1日 - 群馬県立前橋病院に改称[1]
- 1994年（平成6年）4月 - 県立循環器病センターに改称
- 2001年（平成13年）6月 - 現名称に変更
- 2003年（平成15年）4月1日 - 地方公営企業法全部適用。
- 2007年（平成19年）10月25日 - 地域医療支援病院の承認を受ける。

## 診療科
- 循環器内科
- 心臓血管外科
- 外科
- 消化器科
- 整形外科
- 麻酔科
- 放射線科
- リハビリテーション科

## 医療機関の指定等
- 保険医療機関
- 救急告示医療機関
- 労災保険指定医療機関
- 指定自立支援医療機関（更生医療）
- 身体障害者福祉法指定医の配置されている医療機関
- 生活保護法指定医療機関
- 結核指定医療機関
- 原子爆弾被爆者一般疾病医療取扱医療機関
- 地域医療支援病院
- 臨床研修指定病院
- 臨床修練指定病院

## 交通アクセス
- 上毛電気鉄道上毛線心臓血管センター駅下車、徒歩約3分。